# Fedayins palestiniens
Ne doit pas être confondu avec Fedayin.
Les fedayins palestiniens (de l'arabe fidā'ī , pluriel fidā'iyūn , فدائيون) sont des militants ou guérilleros d'orientation nationaliste issus du peuple palestinien,. La plupart des Palestiniens considèrent les fedayins comme des combattants de la liberté, tandis que le gouvernement israélien et les Forces de défense israéliennes les considèrent comme des « terroristes ».
L'idéologie des fedayins palestiniens est avant tout socialiste et nationaliste arabe, et leur objectif déclaré est de vaincre le sionisme, le colonialisme et l'impérialisme, de libérer la Palestine et d'établir un État palestinien laïc, démocratique et non sectaire. Les fedayins du Fatah, des Brigades des Aigles Rouges (devenues plus tard Brigades d'Abou Ali Moustapha) et des Brigades de la résistance nationale étaient les forces dominante du mouvement palestiniens avant les années 1990, lorsqu'ils ont commencé à être remplacés progressivement par les moudjahidines islamo-nationalistes du Hamas et du Jihad islamique palestinien. Ils n'ont cependant pas toutefois disparu car une partie du mouvement palestinien s'inscrit toujours dans ce sens.

## Actions notables

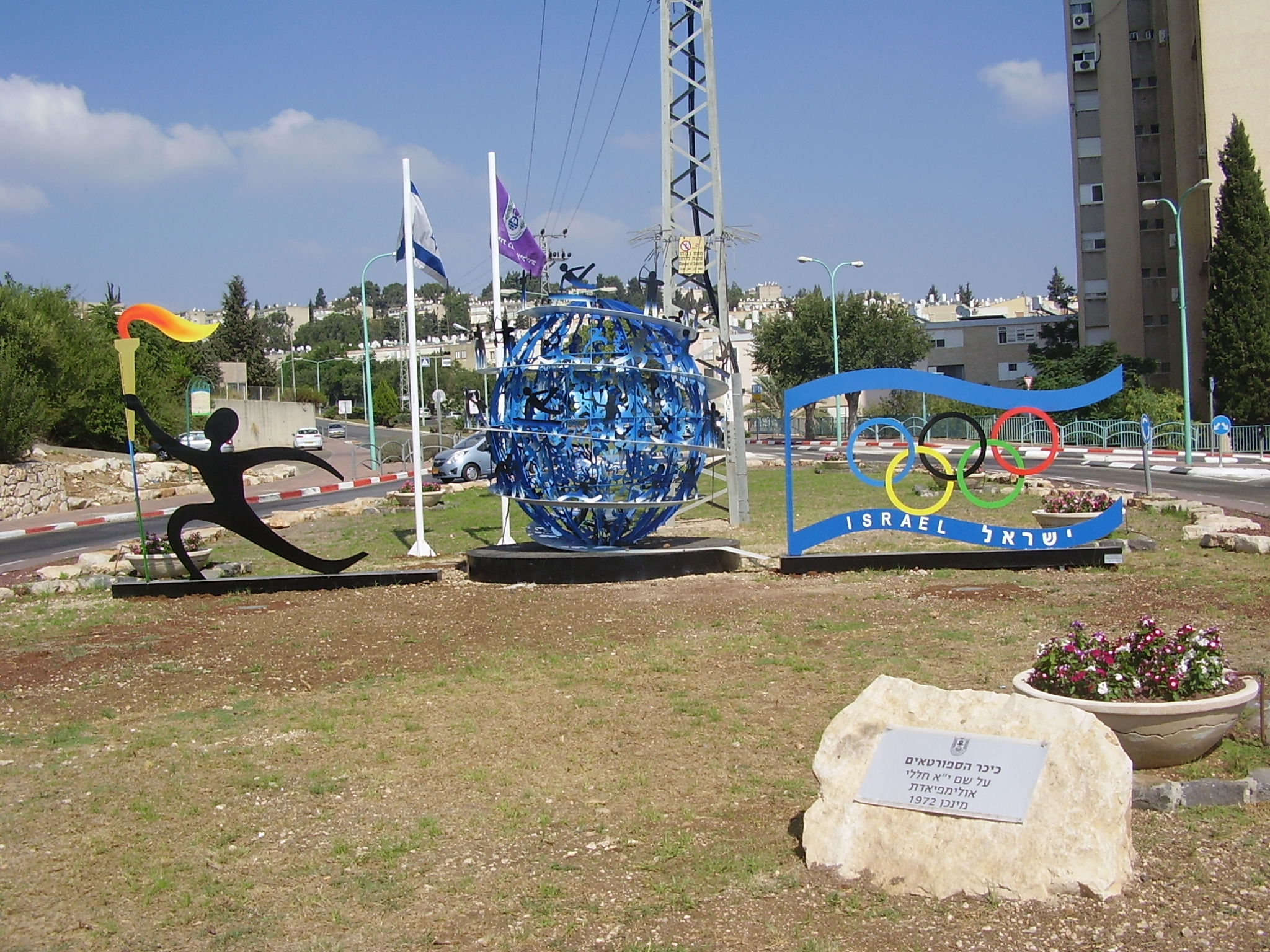
Mémorial du massacre de Munich par des fedayin, à Nazareth Illit (Israël).

- Juillet 1968 : Détournement d'avion civil Boeing 747 de la compagnie israélienne El Al - passagers otages civils libérés en échange de la libération de 16 prisonniers palestiniens des prisons israéliennes[5].
- 29 août 1969 : Premier détournement d'un avion de ligne américain et prise d'otages mené par les fedayin du FPLP sur un vol Rome-Tel Aviv[6].

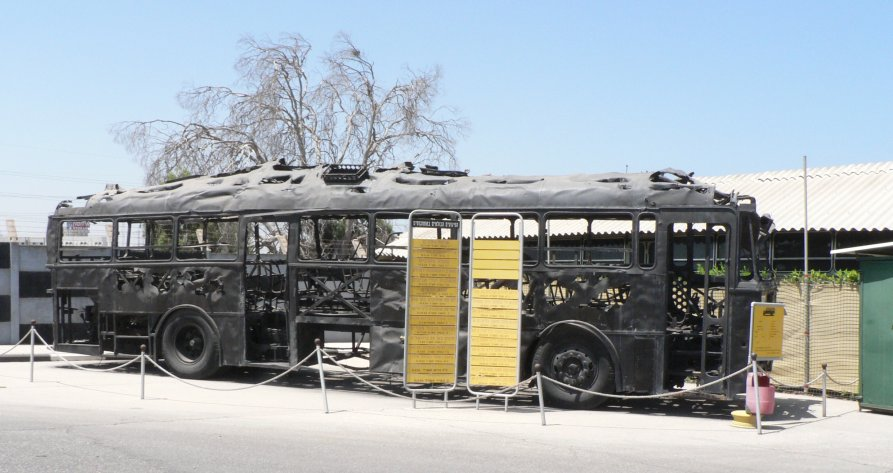
Restes du bus calciné par des fedayin sur la route côtière israélienne en 1978.

- 8 mai 1972 : Détournement d'un Boeing 707 de la compagnie belge Sabena, sur un vol en provenance de Vienne par quatre commandos de Septembre Noir réclamant la libération de 317 fedayin détenus en Israël - 1 passagère morte de ses blessures, 5 passagers et 2 parachutistes israéliens blessés (dont Benjamin Netanyahu)[6],[7].
- 30 mai 1972 : Massacre à l'aéroport de Lod-Ben Gourion en Israël par des Japonais de l'Armée rouge (ARJ) recrutés par le FPLP - 26 civils tués (17 pèlerins chrétiens de Porto-Rico, 8 Israéliens dont le Pr. Aharon Katzir, 1 ressortissant canadienne) et 80 blessés[8],[9],[10].
- Septembre 1972 : Prise d'otages et massacre des athlètes israéliens aux Jeux olympiques de Munich par les fedayin de Septembre Noir - 11 athlètes israéliens tués.
- 15 mai 1974 : Massacre de Ma'alot[11] où des fedayin venus du Liban voisin pénètrent dans la ville de Ma'alot-Tarshiha près de la frontière libanaise et y tuent 33 personnes dont 22 enfants[12].
- 11 mars 1978 : Massacre de la route côtière en Israël, planifié par Abou Jihad et perpétré par des fedayin libanais sur des passagers d'un bus israélien - 38 civils tués dont 13 enfants et 71 personnes blessées.